# Апогоновые
Апогоновые, или кардиналовые (лат. Apogonidae), — семейство лучепёрых рыб из отряда Kurtiformes. Ранее включалось в отряд окунеобразных.  Широко распространены в тропических водах Индийского, Тихого и Атлантического океанов. Большинство видов обитают в морской воде, однако есть несколько видов, живущих в солоноватых и пресных водах. Многие живут на коралловых рифах и среди водорослей. Большинство встречается на мелководье, хотя есть несколько глубоководных видов. В состав семейства включают около 370 видов.
В целом это маленькие подвижные рыбы, не превышающие 10 см в длину. Обычно они имеют яркую окраску — красного, жёлтого, зелёного цветов с характерными полосами. У апогоновых характерное высокое и толстое тело, кожа покрыта крупной чешуёй. Два обособленных спинных плавника. Довольно крупные глаза. Рацион состоит из зоопланктона. Ведут ночной образ жизни. Самцы некоторых видов вынашивают икру по рту. Сами апогоновые ввиду своей распространённости и многочисленности являются важным звеном трофической цепи.

## Классификация
В состав семейства включают 4 подсемейства с 39 родами.
- Подсемейство Amioidinae
  - Amioides Smith & Radcliffe, 1912
  - Holapogon Fraser, 1973
- Подсемейство Apogoninae
  - Apogon Lacepède, 1801 — Апогоны
  - Apogonichthyoides Smith, 1949
  - Apogonichthys Bleeker, 1854 — Апогонихты
  - Archamia Gill, 1863 — Архамии
  - Astrapogon Fowler, 1907 — Звёздчатые апогоны
  - Cercamia Randall & Smith, 1988
  - Cheilodipterus  Lacépède, 1801 — Хилодиптерусы
  - Fibramia  Fraser & Mabuchi, 2014
  - Foa  Jordan & Evermann, 1905 — Фоа (род)
  - Fowleria  Jordan & Evermann, 1903 — Фаулерии
  - Glossamia  Gill, 1863
  - Gymnapogon  Regan, 1905 — Гимнапогоны
  - Jaydia  Smith, 1961
  - Lachneratus  Fraser & Struhsaker, 1991
  - Lepidamia  Gill, 1863
  - Neamia  Smith & Radcliffe, 1912 — Неамии
  - Nectamia  Jordan, 1917
  - Ostorhinchus  Lacépède, 1802
  - Ozichthys  Fraser, 2014
  - Paroncheilus  Smith, 1964
  - Phaeoptyx  Fraser & Robins, 1970
  - Pristiapogon  Klunzinger, 1870
  - Pristicon  Fraser, 1972
  - Pseudamiops  Smith, 1954 — Псевдамиопсы
  - Pterapogon  Koumans, 1933
  - Quinca  Mees, 1966
  - Rhabdamia  Weber, 1909 — Рабдамии
  - Siphamia  Weber, 1909 — Сифамии
  - Sphaeramia  Fowler & Bean, 1930 — Сферамии
  - Taeniamia  Fraser, 2013
  - Verulux  Fraser, 1972
  - Vincentia Castelnau, 1872
  - Yarica  Whitley, 1930
  - Zapogon  Fraser, 1972
  - Zoramia Jordan, 1917
- Подсемейство Paxtoninae
  - Paxton Baldwin & Johnson, 1999
- Подсемейство Pseudamiinae
  - Pseudamia  Bleeker, 1865 — Псевдамии, или ложные амии